# Феспий
Феспий (Теспий, др.-греч. Θέσπιος) — персонаж древнегреческой мифологии. Царь Феспий, города в Беотии. Сын Эрехтея, знатный муж из Афин. Жена Мегамеда, 50 дочерей (либо дочери родились от разных жен, по Диодору).
Киферонский лев пожирал коров Амфитриона и Феспия. Когда Геракл собрался охотиться на льва, Феспий радушно принимал его 50 дней и каждую ночь посылал к нему одну из дочерей. По другой версии, Геракл сочетался со всеми дочерьми в одну ночь, кроме одной, которая не пожелала, тогда он осудил её остаться девушкой и жрицей в его храме. Ещё по одной версии, он сочетался со всеми, причём самая старшая и самая младшая родили двойни. Либо дочерей было 12.
Феспий очистил от скверны Геракла после убийства им детей. Геракл поручил, чтобы Феспий 7 его сыновей оставил у себя, 3 отослал в Фивы (по Диодору, 2), а 40 отправил на Сардинию. 7 оставшихся в Феспиях называют «демухами» (беот. дамухи), потомки их, по словам Диодора Сицилийского, правили городом «до недавнего времени».

## Список Феспиад (дочерей Феспия)

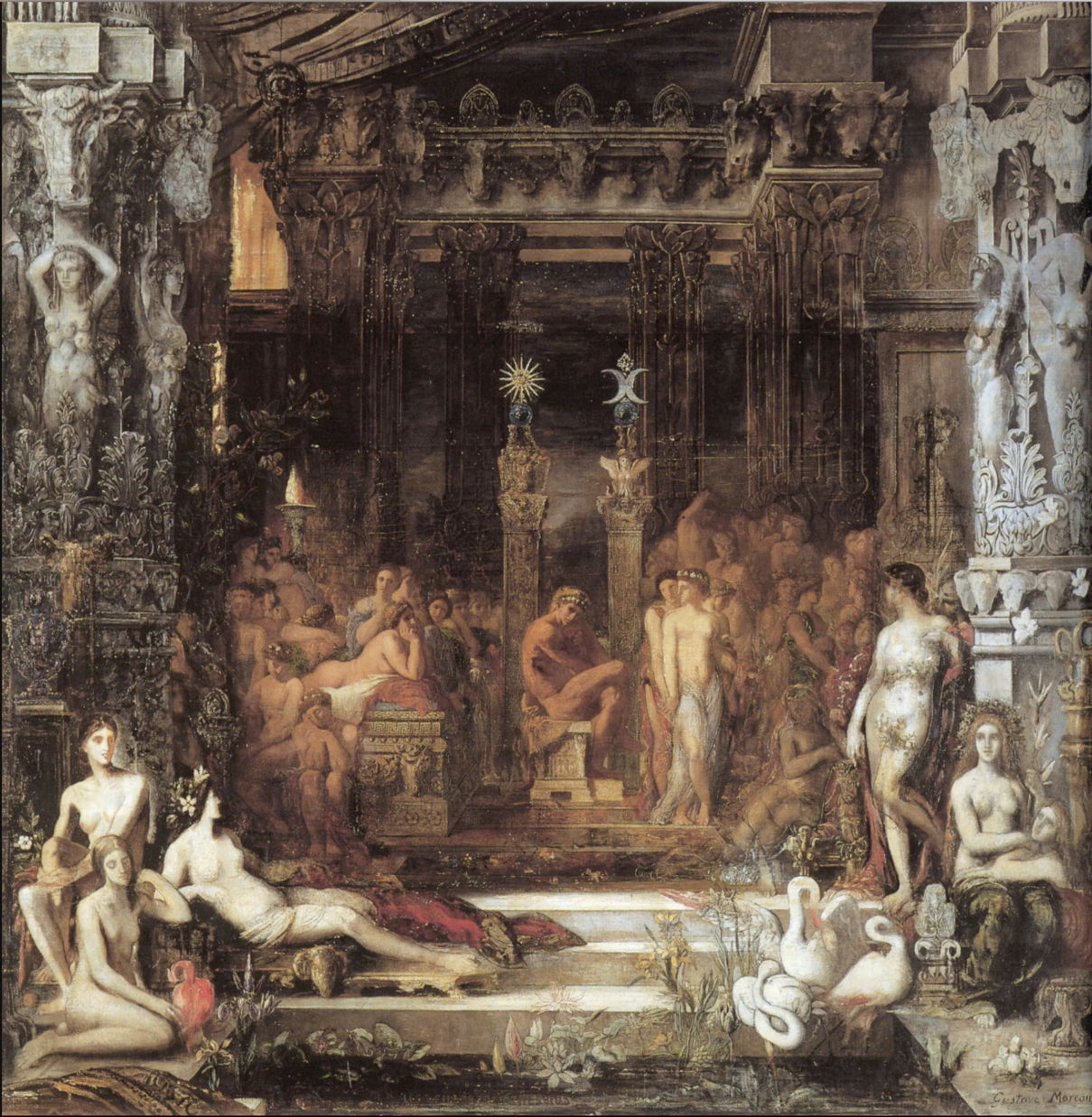
Гюстав Моро, "Дочери Феспия"

- Аглая. Дочь Феспия и Мегамеды. Родила Гераклу Антиада[9].
- Антиопа. Дочь Феспия и Мегамеды. Родила Гераклу Алопия[9].
- Антиппа. Дочь Феспия и Мегамеды. Родила Гераклу Гипподрома[9].
- Анфея. (Антея.) Дочь Феспия и Мегамеды. Родила Гераклу *** (имя сына испорчено в рукописи)[9].
- Аргела. Дочь Феспия и Мегамеды. Родила Гераклу Клеолая[9]
- Асопида. Дочь Феспия и Мегамеды. Родила Гераклу Ментора[9].
- Геликонида. Дочь Феспия и Мегамеды. Родила Гераклу Фалия[9].
- Гесихия. Дочь Феспия и Мегамеды. Родила Гераклу Ойстроблета[9].
- Гиппа. Дочь Феспия и Мегамеды. Родила Гераклу Капила[9].
- Гиппократа. Дочь Феспия и Мегамеды. Родила Гераклу Гиппозига[9].
- Евбея. Дочь Феспия и Мегамеды. Родила Гераклу Олимпа[9].
- Евбота. (Эвбота.) Дочь Феспия и Мегамеды. Родила Гераклу Еврипила[9].
- Еври*** (имя испорчено в рукописи). Дочь Феспия и Мегамеды. Родила Гераклу Телевтагора[9].
- Еврибия[10]. Дочь Феспия и Мегамеды. Родила Гераклу Полилая[9].
- Еврипила. Дочь Феспия и Мегамеды. Родила Гераклу Архедика[9].
- Евритела. Дочь Феспия и Мегамеды. Родила Гераклу Левкиппа[9].
- Ифида. Дочь Феспия и Мегамеды. Родила Гераклу Келевстанора[9].
- Каламетида. Дочь Феспия и Мегамеды. Родила Гераклу Астибия[9].
- Керта. Дочь Феспия и Мегамеды. Родила Гераклу Иобета[9].
- Клитиппа. Дочь Феспия и Мегамеды. Родила Гераклу Еврикапия[9]
- Ксантида. Дочь Феспия и Мегамеды. Родила Гераклу Гомолиппа[9].
- Лаофоя. Дочь Феспия и Мегамеды. Родила Гераклу Антифа[9].
- Лиса. Дочь Феспия и Мегамеды. Родила Гераклу Евмеда[9].
- Лисидика. Дочь Феспия и Мегамеды. Родила Гераклу Телеса[9].
- Лисиппа. Дочь Феспия и Мегамеды. Родила Гераклу Эрасиппа[9]
- Марса. Дочь Феспия и Мегамеды. Родила Гераклу Букола[9].
- Мелина. Дочь Феспия и Мегамеды. Родила Гераклу Лаомедонта[9]
- Мениппида. Дочь Феспия и Мегамеды. Родила Гераклу Энтелида[9]
- Ника. Дочь Феспия и Мегамеды. Родила Гераклу Никодрома[9].
- Никиппа. Дочь Феспия и Мегамеды. Родила Гераклу Антимаха[9].
- Олимпуса. Дочь Феспия и Мегамеды. Родила Гераклу Галократа[9].
- Ория. (Орея?). Дочь Феспия и Мегамеды. Родила Гераклу Лаомена[9].
- Панопа. Дочь Феспия и Мегамеды. Родила Гераклу Трепсиппа[9].
- Патро. Дочь Феспия и Мегамеды. Родила Гераклу Архемаха[9]
- Пириппа. Дочь Феспия и Мегамеды. Родила Гераклу Патрокла[9]
- Праксифея[11]. Дочь Феспия и Мегамеды. Родила от Геракла Нефа[9].
- Прокрида[12]. Старшая дочь Феспия и Мегамеды. Родила Гераклу близнецов Антилеонта и Гиппея[9].
- Стратоника. Дочь Феспия и Мегамеды. Родила Гераклу Атрома[9].
- Терпсикрата. Дочь Феспия и Мегамеды. Родила Гераклу Евриопа[9].
- Тифиса. Дочь Феспия и Мегамеды. Родила Гераклу Линкея[9]
- Токсикрата. Дочь Феспия и Мегамеды. Родила Гераклу Ликурга[9].
- Филеида. Дочь Феспия и Мегамеды. Родила Гераклу Тигасия[9]
- Хрисеида. Дочь Феспия и Мегамеды. Родила Гераклу Онесиппа[9]
- Эксола. Дочь Феспия и Мегамеды. Родила Гераклу Эритраса[9]
- Элахея. Дочь Феспия и Мегамеды. Родила Гераклу Булея[9].
- Эона. Дочь Феспия и Мегамеды. Родила Гераклу Аместрия[9].
- Эпилаида. Дочь Феспия и Мегамеды. Родила Гераклу Астианакса[9].
- Эрато. Дочь Феспия и Мегамеды. Родила Гераклу Династа[9].
- Эсхреида. Дочь Феспия и Мегамеды. Родила Гераклу Левкона[9].

Всего 49 имён.